# Born of the Flickering
Albums de Old Man's Child
In the Shades of Life
(1994) The Pagan Prosperity
(1997)
Born of the Flickering est le premier album studio du groupe de black metal symphonique norvégien Old Man's Child. L'album est sorti en décembre 1995 sous le label Hot Records.
L'album a été ré-édité en 1996 sous un autre label, Century Media Records, la pochette de l'album a été modifiée.

## Liste des titres
1. Demons of the Thorncastle – 4:47
2. Swallowed by a Buried One – 4:50
3. Born of the Flickering – 5:05
4. King of the Dark Ages – 5:28
5. Wounds From the Night of Magic – 3:28
6. On Through the Desert Storm – 4:20
7. Christian Death – 4:55
8. Funeral, Swords and Souls – 4:57
9. The Last Chapter – 4:42
10. ...Leads to Utopia/The Old Man's Dream – 8:44

## Musiciens
- Galder – chant, guitare, claviers
- Jardar – guitare
- Gonde – basse
- Tjodalv – batterie